# Danske Bank

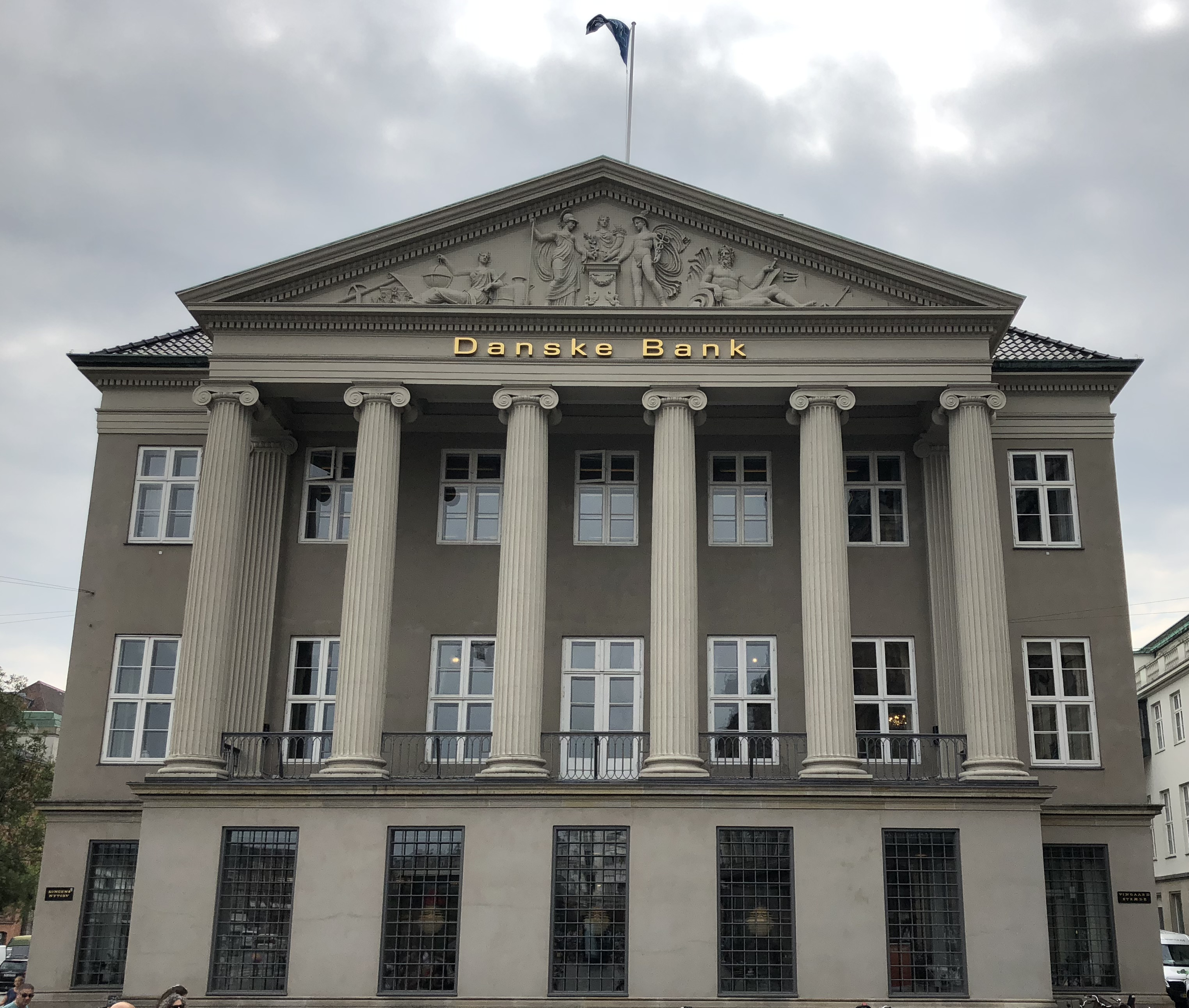
Sede central del Danske Bank en Kongens Nytorv en Copenhague.

Danske Bank es un banco danés. Fue fundado el 5 de octubre de 1871  como Den Danske Landmandsbank, Hypothek- og Vexelbank i Kjøbenhavn (El Banco del los Agricultores Daneses, Banco Hipotecario y de Divisas de Copenhague).
Danske Bank ha sido durante largo tiempo uno de los mayores bancos de Dinamarca, con una proporción del mercado de aproximadamente del 30%, pero después de la adquisición del BG Bank ahora sostiene más del 51% del mercado.
Desde mediados de la década de 1990 ha ido expandiendo sus operaciones fuera del país. En Noruega es conocido como Fokus Bank y en Suecia bajo una variedad de marcas comerciales, incluido Östgöta Enskilda Bank. Las razones de esta expansión tienen sus raíces en el aumento de la desregulación y la internacionalización del sector bancario.
El Grupo fue creado después de varias fusiones, la primera en 1990 con los rivales Handelsbanken (no afiliada al presente Handelsbanken) y Provinsbanken. Esto fue seguido por la adquisición del Danica en 1995 (renombrado Danica Pension) en 1999, y la fusión con el BG Bank y el Realkredit Danmark en 2001. 2005 vio la compra del Northern Bank en Irlanda del Norte y el National Irish Bank en la República de Irlanda del National Australia Bank, las primeras operaciones del Grupo de banca minorista fuera de Escandinavia. En 2006, Danske Bank compró las operaciones del grupo de servicios financieros finlandés Sampo, que incluían bancos al detalle en Finlandia, Letonia, Lituania y Estonia, junto a una entidad corporativa en Rusia. El Grupo también mantiene sucursales de servicios corporativos en Hamburgo, Polonia y Londres, y una agencia de gestión de grandes patrimonios en Luxemburgo.
Danske ejecuta todas sus operaciones con una única plataforma tecnológica, una ventaja competitiva ya que los clientes pueden transferir el dinero rápidamente entre varios países con tasas y coste mínimos.
Danske Bank ocupaba el lugar 236 en la lista Fortune Global 500 de 2009, ascendiendo de su posición 238 en 2008.

## Operaciones locales
El grupo Danske Bank opera un número de bancos locales en el entorno de la Región Nórdica así como en Irlanda del Norte y la República de Irlanda. Aquí se señalan los países donde Danske Bank tiene operaciones de negocio:
| Danske Bank - Sucursales: 592 - Empleados: 14.000 - Clientes: ? - Posición de mercado: 1 - Proporción de mercado: 50.1% Fokus Bank - Sucursales: 55 - Empleados: 1100 - Clientes: 225.000 - Posición de mercado: 4 - Proporción de mercado: 5% (minorista) 8% (corporativa) Östgöta Enskilda Bank Comerciando como: - Östgöta Enskilda Bank - Bohusbanken - Gävleborgs Provinsbank - Hallands Provinsbank - Närkes Provinsbank - Skånes Provinsbank - Smålandsbanken - Sundsvallsbanken - Sörmlands Provinsbank - Upplandsbanken - Värmlands Provinsbank - Västmanlands Provinsbank - Älvsborgs Provinsbank - Sucursales: 58 - Empleados: 1200 - Clientes: ? - Posición de mercado: 5 - Proporción de mercado: 7% Sampo Bank - Sucursales: 125 - Empleados: 3475 - Clientes: 1,2 millones - Posición de mercado: 3 privados - & 2 clientes corporativos - Proporción de mercado: 15% privados - & 20% clientes corporativos | Sampo Bank - Sucursales: 17 - Empleados: 593 - Clientes: 141.000 - Posición de mercado: 3 - Proporción de mercado: 9% Danske Banka - Sucursales: 4 - Empleados: 120 - Clientes: 5.600 - Posición de mercado: 14 - Proporción de mercado: N/A Danske Bankas - Sucursales: 17 - Empleados: 433 - Clientes: 85.560 - Posición de mercado: 4 - Proporción de mercado: 7.1% National Irish Bank - Sucursales: 59 - Empleados: 720 - Clientes: 167.000 - Posición de mercado: 5 - Proporción de mercado: 4% Northern Bank - Sucursales: 95 - Empleados: 1845 - Clientes: 415.000 - Posición de mercado: 1-2 (en Irlanda del Norte) - Proporción de mercado: 20% (en Irlanda del Norte) |